# Panjshirdalen
Panjshirdalen (persiska: دره پنجشیر, Darreh-ye Panjshir) är en dal i Afghanistan. Den ligger i provinsen Panjshir den nordöstra delen av landet.

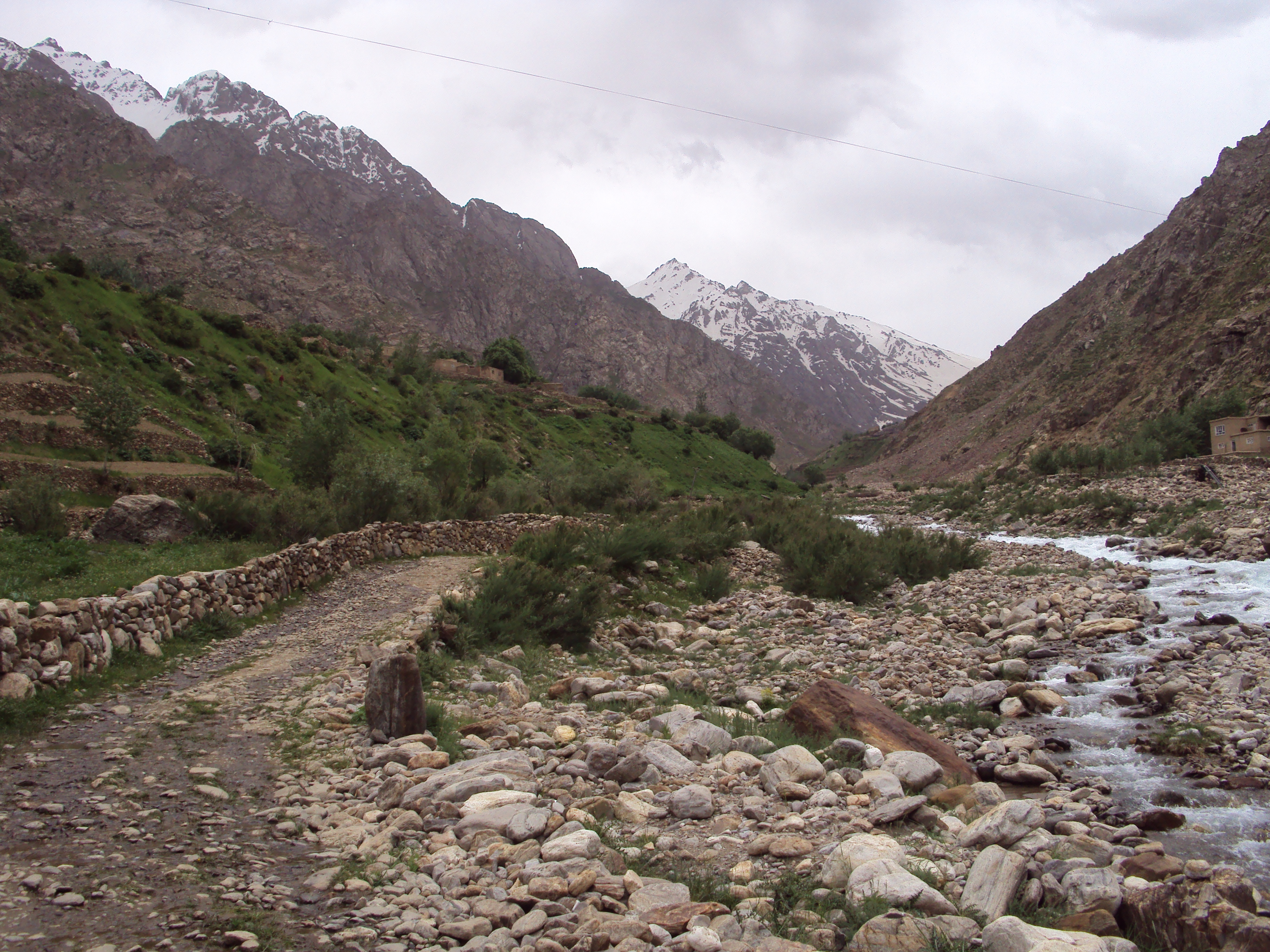
Väg i Tai-Siwai Jer-Ali, Panjshir

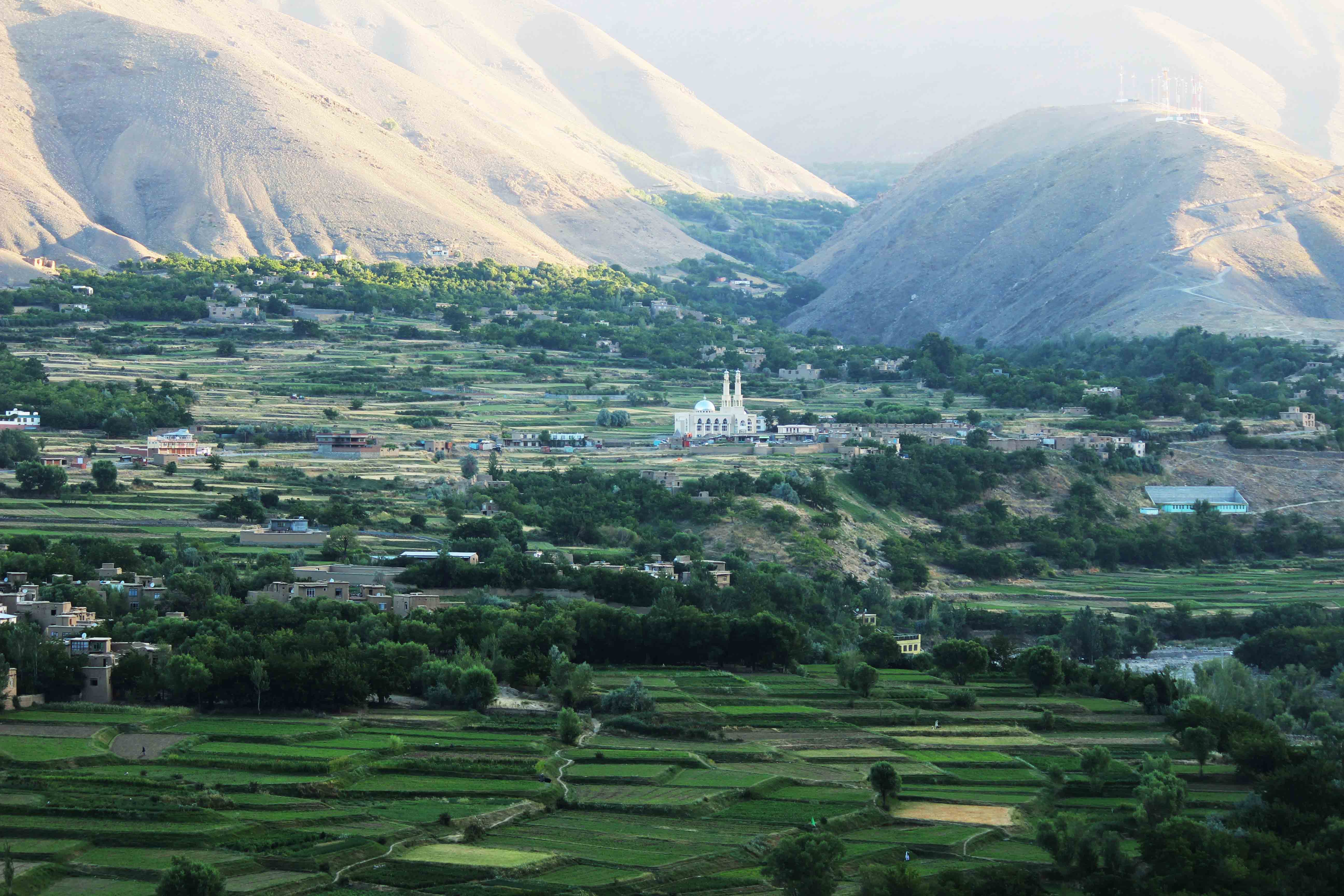
Panjshir

Dalen är trång och svårtillgänglig, omgiven av bergstoppar på upp till 3000 meters höjd och den är ungefär 10 mil lång. Hela provinsen Panjshir har en yta som motsvarar Gotlands och ungefär 200 000 invånare, varav de allra flesta bor i dalen. Befolkningen är framför allt etniska tadzjiker.
Dalen är mycket naturskön och där finns rika naturtillgångar i form av smaragder och andra ädelstenar. Dess namn kan utläsas som "fem lejon" (panj shir) på persiska.
Under det afghansk-sovjetiska kriget 1979-1989 var Panjshirdalen ett centrum för motståndsrörelsen mot den sovjetstödda regimen och under talibanstyret 1996-2001 var den bas för Norra alliansen vars styrkor under ledning av Ahmad Shah Massoud bekämpade talibanerna. Efter talibanernas förnyade maktövertagande i augusti 2021 samlades ett försök till motståndsrörelse i Panjshirdalen, men blev snabbt tillbakapressade av talibanerna, varefter motståndsledarna Amrullah Saleh och Ahmad Massoud (son till den tidigare ledaren) lämnade dalen. En motståndsgrupp fortsatte dock att agera i dalen, och Amnesty International rapporterade i juni 2022 om att talibanregimen begått övergrepp mot civila.